# Bosquito
Bosquito este o formație românească de muzică, fondată de Radu Almășan. Trupa abordează un fusion de rock latin cu o gamă largă de influențe care variază de la muzică țigănească, balcanică, până la elemente simfonice și de rock alternativ. În perioada 2002-2005 au lansat o serie de melodii care au ajuns pe prima poziție a topurilor din România, după care trupa a fost inactivă între 2005-2010.
După comeback-ul din ultimii ani, Bosquito se bucură de o popularitate renăscută, trupa fiind printre cele mai active din România la capitolul apariții live.
Trupa s-a concentrat exclusiv pe activitatea concertistică, fiind unul din artizanii principali ce susțin ideea de industrie muzicală bazată pe un box-office real în funcție de vânzarea de bilete.

## Prezentare generală
Deși bazele formației au fost puse la sfârșitul anului 1999, prima formulă stabilă s-a cristalizat la începutul anului 2000. De altfel, membrii trupei au adoptat ca dată oficială de înființare a formației ziua de 14 februarie 2000. 
Formația a lansat 6 albume de studio: Bosquito (2000), Sar scântei (2001), Cocktail Molotov (2003), Fărâme din soare (2004), Babylon (2014) și Sus (2019). 
Cel mai recent album, "Sus", a fost lansat în București la Arenele Romane pe 19 Octombrie 2019.
Turneul de promovare “Sus” 2019-2020 propune componența: Radu Almășan (voce), Ciprian Ioan Pascal (chitară), Mircea „Burete” Preda (chitară bas), Dorin Țapu (baterie), Gilberto Ortega (percuție).

## Componență
- Radu Almășan (voce, chitară acustică, chitară electrică, keys, muzicuță)
- Ciprian Ioan Pascal (chitară acustică, chitară electrică, mandolină, charango, keys, pian, voce)
- Dorin Țapu (baterie, percuție, chitară electrică, synth, voce)
- Mircea Preda „Burete” (chitară bas)
- Gilberto Ortega (percuție)

## Discografie
- „Bosquito” (MediaPro Music) - 2000
- „Sar scântei!” (MediaPro Music) - 2002
- „Cocktail Molotov” (MediaPro Music) - 2003
- „Fărâme din soare” (Cat Music/Media Services) - 2004
- „Babylon” (Roton) - 2014
- „Sus” (Urban Media/Roton) - 2019

## Începuturile și primii ani de activitate (2000-2005)
Grupul provine din Brașov, fiind înființat la inițiativa lui Radu Almășan.
Acesta renunță la facultate în primul an pentru a se dedica complet noului proiect.
În scurt timp îl cooptează pe Victor „Solo” Solomon, chitarist de mare talent cu care mai colaborase anterior. Solo era o cunoscută figură în peisajul muzical din Brașov datorată în special activității cu trupa de hard rock Conexiuni.
La sugestia lui Solo este cooptat Victor „Vichi” Stephanovici - un fost chitarist de punk reprofilat ca basist. Împreună înregistrează un demo ce avea ca scop atragerea de interes a caselor de discuri din București. Primul demo de o calitate audio superioară a fost făcut la cerința casei de discuri. Acesta conținea piesa „Pas cu pas”, piesa ce va deveni primul single al grupului. 
Exact în ziua în care a împlinit 19 ani, Radu a fost anunțat că MediaPro Music dorește să semneze cu trupa Bosquito. În febra pregătirilor pentru primul album au fost cooptați, pe rând, Darius Neagu la baterie și Mihai (Mișu) Constantinescu la keyboards.
Albumul de debut intitulat simplu „Bosquito” a fost înregistrat la studioul Migas din București și a fost lansat la 1 septembrie 2000.
Două cântece de pe disc au fost lansate ca single: Pas cu pas în 2000 și Țigano în primăvara lui 2001. În paralel trupa începe lungul șir de concerte, devenind un fenomen live, fapt ce a determinat majoritatea publicațiilor de muzică să-i desemneze ca fiind Best Live Act între 2002-2004. De asemenea, în 2004 au fost votați de fani ca fiind Best Live Act în 2004 pe site-ul muzicabuna.ro.
Deși Pas cu pas s-a bucurat de un moderat succes, piesa Țigano nu a avut un succes imediat așa încât grupul a fost nevoit să-și joace toate cărțile pe următorul single. Cu bani din propriul buzunar au înregistrat și apoi filmat un videoclip la piesa Pepita, un cover după o piesă populară mexicană (preferată a lui Radu încă din copilărie) făcuta celebră în anii '60 de grupul Luis Alberto de Parana & Los Paraguayos.  Cântecul preluat imediat de Radio Contact și ProTV a adus trupei un val imens de popularitate și primul single ce a urcat pe prima poziție a topurilor românești în 2001.

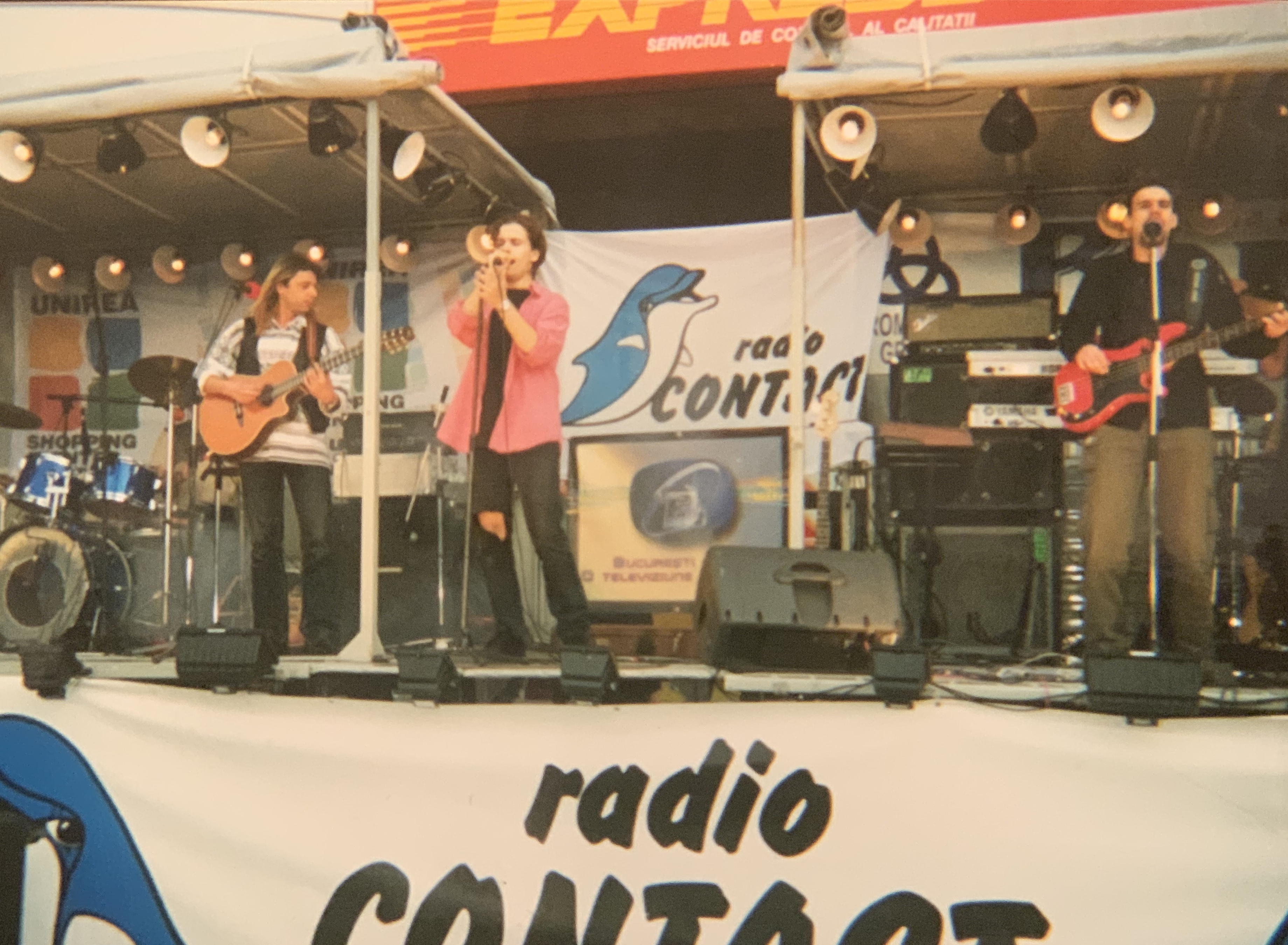
Bosquito concertând în cadrul Caravanei Radio Contact în 2001

Pepita avea sa fie inclusă pe următorul album al grupului, numit: Sar Scântei lansat pe 9 iunie 2002. Discul mai generează două single-uri de succes, primul intitulat Hopa hopa - poate cea mai balcanică piesă a grupului - iar în toamna lui 2002 Două mâini, cântec ce avea sa reprezinte vârful de succes comercial pentru Bosquito. Două mâini a fost numărul 1 în Romanian Top 100 și a rămas una din cele mai cerute piese de dragoste până în prezent.
Anul 2003 aduce multe schimbări, trupa orientându-se la o carieră internațională, luând în calcul posibilitatea de a părăsi România. Pe fondul acestei schimbări toboșarul Darius Neagu decide să părăsească grupul și este înlocuit cu Radu Buzac, toboșar cu o solidă pregătire de jazz, prieten din copilărie cu Radu și Vichi. De asemenea, nemulțumiți de calitatea audio a câtorva piese de pe primul album, membrii trupei decid să reînregistreze cântecele în cauză plus trei bonus coveruri: Patience, Guns N' Roses, Gossa como yo (Gitano), Santana și Soldier of fortune, Deep Purple.
Odată cu înregistrarea primei piese în limba engleză, Running From You, decid să pună pe piață o compilație ce conținea cântecele reînregistrate, coverurile și noua piesă, compilație ce a fost intitulată Cocktail Molotov și lansată în octombrie 2003. Single-ul care a acompaniat materialul a fost piesa Bosquito.
Producătorul canadian Dale Penner (Nickelback) se arată interesat de Running From You, iar problema plecării din România se punea din ce în ce mai serios, deși membrii trupei au decis să nu vorbească public despre acest lucru.
La sfârșitul anului 2003 trupa se orientează sonic mai spre rock și Radu Buzac părăsește trupa fiind înlocuit de basarabeanul Andrei Cebotari, fost membru Zdob și Zdub. De asemenea pentru a întări secția ritmică este cooptat ca membru deplin Mario Apostol la percuție. Mario era un mai vechi colaborator al grupului, el fiind responsabil cu percuția la piesa Pepita de pe Sar Scântei.
Bosquito traversează o perioadă bogată în apariții live, iar în ianuarie 2004, închiriază, pe timp de o lună, o cabană în Munții Neamțului, pentru a lucra la următorul album.
Datorită schimbărilor de personal la Media Pro Music, trupa se decide să schimbe casa de discuri și în 2004 semnează cu Cat Music/Media Services. De asemenea, Radu Almășan (compozitorul principal al grupului) trece catalogul grupului la compania de publishing EMI.
Următorul album se va intitula Fărâme din soare și a reprezentat o încercare îndrăzneață de schimbare de stil. Primul single Marcela a fost lansat în vara lui 2004 cu priză fantastică la concerte, dar fiind ignorat de majoritatea posturilor de radio. Următorul single extras va fi Tu ești iubita mea, piesă ce se va bucura de un succes considerabil mai mare.
La începutul lui 2005, decizia de a părăsi piața din România este definitivă, iar pe 16 martie grupul pleacă în S.U.A. Totuși, pe fondul plecării, Mario Apostol și Mișu Constantinescu părăsesc trupa. Bosquito are pentru prima dată o formulă de 4.
Cu două zile înainte de plecare, trupa filmează videoclipul piesei După furtună.
În America trupa scrie câteva piese în limba engleză și face câteva înregistrări și concerte în Los Angeles sub numele de Acoustic Bullet. Pe fondul neînțelegerilor din trupă, Victor Solomon și Vichi Stephanovici decid să își reia cariera în România, în timp ce Radu Almășan și Andrei Cebotari doresc să ia viața în piept în America. Dupa acest moment, Vichi, Misu, și Solo refac formula aducând un nou vocalist și un nou baterist, sub o alta denumire.
Totuși trupa se întoarce împreună la București și continuă să concerteze în vara lui 2005 cu Adrian Ciuplea (viitorul membru Vița De Vie) pe post de colaborator la bas.
În decembrie 2005, Radu și Andrei părăsesc definitiv țara. În Los Angeles, formează trupa de indie-rock „Madame Hooligan”. Aceasta lansează albumul “Antiheroes” și activează între 2006-2009 în America și între 2010-2012 în Europa.

## Revenire și lansare „Babylon” (2010-2014)
În martie 2010, Radu se întoarce în țară. În 30 iunie, la insistențele lui Cătălin Măruță, participă alături de Felix Mircea Moldovan la emisiunea Happy Hour (actualul La Măruță) de la Pro TV, unde interpretează, în premieră, o nouă melodie: ”Tobogan”. Cântecul devine un hit viral și, în urma mesajelor primite, Radu Almășan decide să concerteze din nou sub titulatura de Bosquito.
În iulie 2010, Bosquito semnează un contract de producție cu Roton și lansează o variantă de studio a piesei „Tobogan”. În paralel, Radu lansează pe YouTube un video home-made unde interpretează live un nou cântec: „Omul Perete”.
În septembrie, au loc audiții pentru posturile de chitarist și basist. Sunt angajați Ciprian Ioan Pascal (chitară) și Dorin Țapu (chitară bas).
Pe 5 noiembrie 2010, are loc primul concert Bosquito de la revenire în formula: Radu Almășan (voce, chitară), Ciprian Pascal (chitară), Dorin Țapu (chitară bas) și Felix Mircea Moldovan (baterie). Acesta a avut loc cu casa închisă la Casa de Cultură din Piatra Neamț 
Urmează o serie de apariții radio-tv ca susținere mediatică pentru comeback și pentru noile piese. De asemenea trupa demarează și activitatea concertistică însă aceasta a fost inițial condiționată de prezența în țară a lui Radu și de activitatea sa paralelă cu Madame Hooligan.
La sfârșitul lui 2010, trupa începe colaborarea cu managerul Ionuț Contraș, ca urmare a plecării acestuia de la Phoenix.
În 2011 începe lucrul la un nou material discografic.  
Pe 7 mai 2011, Bosquito și Smiley deschid concertul Shakira din Piața Constituției București.
Pe 3 august 2011, Bosquito concertează în Garajul Europa FM, unde cântă în premieră un nou cântec: „Când îngerii pleacă”.  În vara lui 2011, Felix Mircea Moldovan pleacă să concerteze în Ibiza. În această situație, Dorin Țapu se reprofilează ca toboșar iar la chitara bas vine Austin Jesse Mitchell, basistul american de la Madame Hooligan. În această formulă are loc sesiunea de înregistrare pentru „Cand îngerii pleacă”. Cu această ocazie, are loc prima colaboare între Bosquito și Cvartetul Passione. Masterizarea cântecului este facută în Los Angeles la Marcussen Mastering.
Componența se stabilizează cu Radu Almășan, Ciprian Pascal, Dorin Țapu și Austin Jesse Mitchell.
Pe 16 noiembrie 2011 are loc lansarea oficială a videoclipului „Când îngerii pleacă” printr-un concert la Europa FM. Regia este semnată de Florin Botea.
Pentru a optimiza lucrul la noul material, în 2012, baieții decid să închirieze o vilă în București unde să-și facă sală de repetiții și unde să locuiască împreună. În vara aceluiași an compun, înregistrează și realizează videoclipul piesei „Întuneric în culori”, o colaborare cu legendarul toboșar Ovidiu Lipan Țăndărică.  În septembrie 2012 are loc lansarea oficială. Colaborarea se extinde și pe scenă, artiștii cântând împreună într-un șir de apariții live ce începuse cu un concert la Hard Rock Cafe București.
Pe 4 decembrie 2012, au loc filmările pentru Bosquito MTV Unplugged. Trupa interpretează live 11 cantece, printre care „București”  cântat în premieră absolută, în studioul Virtual Art, unde colaborează cu pianistul argentinian Mariano Castro, cu cvartetul Passione și cu Ovidiu Lipan Țăndărică. La percuție este invitat un fost membru: Mario Apostol. În public s-a aflat și Claudio Perez Paladino, ambasadorul de atunci al Argentinei în România, un prieten apropiat al trupei. Concertul a fost difuzat pe MTV România pe 23 decembrie 2012.
Pe 13 martie 2013, Roton uploadează pe canalul propriu de YouTube un lyric video la o piesă nouă: „Puiule de om”.
Bosquito revin cu concert în Garajul Europa FM pe data de 20 martie.
Pe 11 noiembrie 2013, concertează la Cinema Patria în București unde colaborează, în premieră, cu percuționistul cubanez Gilberto Ortega. Alte colaborări pentru acest concert îi includ pe Bobby Stoica (pian), Mariano Castro (pian), Harvis Cuni Padron (trompetă), Radu Clipa (trombon) și cvartetul Passione.
În vara lui 2014, trupa termină de înregistrat noul material discografic ce se va intitula „Babylon”. Mixajul este realizat de George Nemeznic la Virtual Art Studio în București iar masterizarea de Louie Teran la Marcussen Mastering in Los Angeles, CA. Albumul propune o nouă colaborare, cu Maria Radu, pentru un cântec în limba italiană: „Complicazioni”.
De asemenea, în aceeași perioadă, trupa revine live în Garajul Europa FM, alături de Cvartetul Passione, unde interpretează în premieră cântecul „Lampa Arsă”.
Între iulie-septembrie 2014 formația se relochează pe litoralul Mării Negre unde susține o serie de concerte în locații ca Mamaia, Jupiter, Mangalia și Vama Veche. De altfel, la data de 1 septembrie 2014, are loc lansarea videoclipului „Prieteni” (regia Florin Botea) printr-un concert susținut la Papa la Șoni în Vama Veche. „Prieteni” îl are ca și invitat pe trompetistul Alexandru Burcea (Golan, ex Mandinga).
În toamna lui 2014, Radu apare în videoclipul „Chip” al grupului Coma.
Pe 10 noiembrie 2014, exact de ziua de naștere a lui Radu Almășan, Bosquito a susținut un nou concert la Cinema Patria în București.
Din 2015, trupa anunță oficial intenția de a participa extrem de selectiv la emisiuni radio-tv și de a se focusa exclusiv pe aparițiile live și pe relația directa cu fanii. În acest sens susține un program intens de touring depașind 80 de concerte în anul calendaristic 2015.

## Activitate concertistică susținută (2016-2018)
În 2016-2017 grupul continuă cu programul încărcat de turneu, atingând cea mai mare frecvență de concerte per an caledaristic din carieră  Percuționistul Gilberto Ortega devine colaborator permanent în locul lui Mario Apostol.
În vara lui 2016, se filmează la castrul roman de la Porolissum, un remake, interpretat live, a unei mai vechi piese de pe albumul de debut: „Explozie solară”. Videoclipul se lansează exclusiv pe YouTube pe 28 noiembrie 2016.
Pe 13 ianuarie 2017, are loc la Arenele Romane din București unul dintre cele mai importante concerte din istoria trupei: „Să nu spui ce-am făcut aseară”. Invitații Mircea Baniciu, Ovidiu Ioncu „Kempes”, Adrian Despot și Răzvan Rădulescu „DJ Hefe”, interpretează alături de Bosquito câteva dintre cântecele grupului.
În septembrie 2017, Bosquito deschide concertul lui Goran Bregovic de la Arenele Romane. Rețeta se dovedește de succes și se reia la Sala Palatului din București pe 2 aprilie 2018, din nou la Arenele Romane, pe 29 septembrie 2018 și la Satu Mare, în aer liber, pe 24 mai 2019.

## Albumul „Sus” 2019- prezent

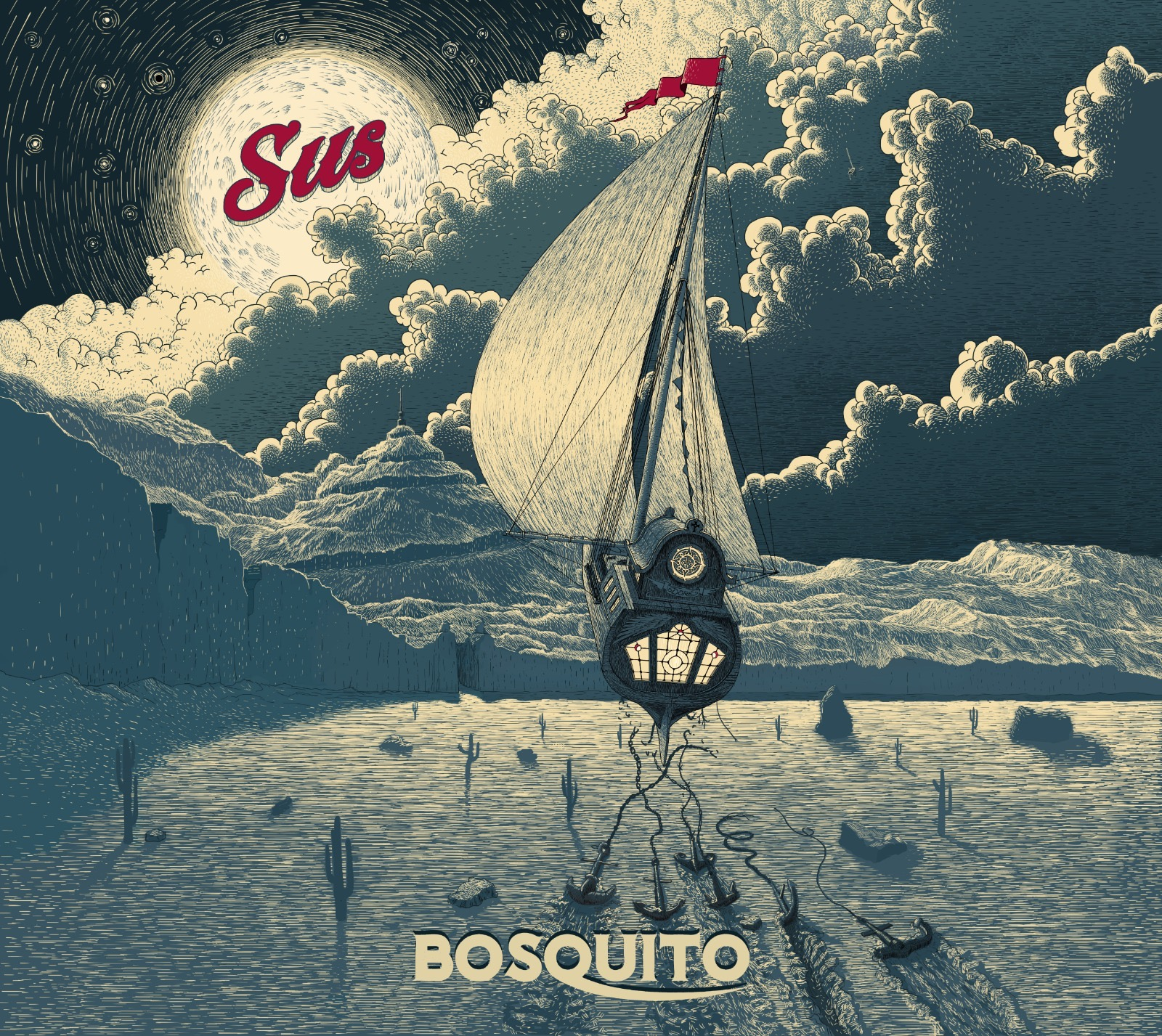
Bosquito - Sus 2019

În luna ianuarie a anului 2019, Bosquito începe sesiunile de compoziție pentru un nou album și anunță lansarea acestuia pe data de 19 octombrie 2019.
Radu Almășan anunță un sound electric pentru noile cântece și menționează că nu va ține cont de norme comerciale cu privire la durata, structura și lirismul acestora.
În iunie 2019, se intră în studioul Virtual Art, alături de George Nemeznic, cu noile piese, pentru sesiunile de înregistrări. În această perioadă, basistul Austin Jesse Mitchell părăsește grupul iar părțile de chitară bas sunt înregistrate de Kiba Dachi și de Mircea Preda „Burete” (piesa „Viu”). Pe partea de concerte live, grupul colaborează temporar cu Matei Tibacu-Blendea (Coma, The Details) și cu același Mircea Preda „Burete” (ex. Vița de Vie, Direcția 5, Incognito).
De asemenea, grupul decide să producă noul album în regim propriu și, după 9 ani, întrerupe contactul de producție cu Roton, listând mica lor casă de producție, Urban Media, ca editor al discului. Roton va prelua distribuția noului album.
Cântecele beneficiază  atât de aportul unor colaboratori tradiționali ai grupului: Mariano Castro (pian, keyboards, aranjamente orchestrale), cvartetul Passione (transformat în cvintet pentru sesiunile de studio), Eduard George Nicolae (keys), Harvis Cuni Padron (trompetă), cât și de acela al unor colaboratori noi: Antonio Paizon (trombon), Marian Alexandru și Meltiade Mihalache (vioară), Cezar Căzănoi (flaut) și grupul vocal „Acapella”.
Discul este masterizat de Stephen Marcussen la Marcussen Mastering în Los Angeles, CA.
În luna octombrie 2019, se lansează în exclusivitate pe YouTube, lyric videos pentru două cântece noi: „Bine” și „Eroul”.
Pe 19 octombrie 2019, Bosquito lansează albumul „Sus” la Arenele Romane în București iar apoi continuă cu turneul național de promovare „Sus” 2019-2020.  Grupul ia decizia ca, pentru sfârșitul lui 2019, noul album să fie comercializat exclusiv la concerte, urmând a fi distribuit național începând cu primăvara lui 2020.
În noiembrie 2019, Mircea Preda „Burete” este anunțat oficial ca fiind noul basist Bosquito.
Primăvara lui 2020 vine cu anunțul Turneului de Primăvară „Sus” care începe pe 1 februarie și conține peste 30 de date de concert în România și Canada. De asemenea grupul anunță sărbătorirea a 20 de ani de existență printr-o serie de concerte aniversare ce vor avea loc în jurul datei de 14 februarie, ziua de aniversare a grupului.
După ce a fost colaborator la percuție aproape 10 ani, Gilberto Ortega ajunge membru deplin al trupei Bosquito în noiembrie 2022.